# .tp
.tp је бивши највиши Интернет домен државних кодова (ccTLD) за Источни Тимор. Избор слова, која значе Timor Português или Португалски Тимор представљали су наследство бившег статуса нације као португалске колоније. Први пут је уведен децембра 1997. од стране Connect Ireland, интернет сервис провајдера из Даблина, у Ирској, када је Источни Тимор и даље био под управом Индонезије.
Остао је у употреби, мада није сагласан са ISO 3166-1 стандардом за двословне кодове имена држава, јер се код за Источни Тимор променио из TP на TL по стицању независности.

## Контроверза
1999. године, пре стварања референдума у Источном Тимору о самоопредељењу, сајтове са '.tp' доменом су напали хакери са проиндонежанским симпатијама, а Connect Ireland је примао злонамерне телефонске позиве. Међутим, када је вођа за независност, Хосе Рамос Хорта, сада министар иностраних послова Источног Тимора, отворено говорио у корист употребе хакера да се нападну индонежански сајтови, Connect Ireland је јавно осудио било какву употребу хаковања, најмање од свих за политичке циљеве.

## Транзиција на .tl
.tl је НИДдк које је сагласан са ISO 3166-1 стандардом, а Одељење за информационе технологије Источног Тимора тренутно ради у кооперацији са Connect Ireland како би се осигурала стабилна трназиција на .tl НИДдк, где је већ постојећим регистрованима у .tp НИДдк омогућен исти домен под .tl НИДдк без наплате. И .tp и .tl "верзије" ће наставити са радом.
До скоро, једина исправна интернет адреса са .tl је била она од Network Information Centre, www.nic.tl, али сада постоје и друге, као што су владин www.timor-leste.gov.tl Архивирано на веб-сајту  (2. јануар 2019) и Тимор Телекомов www.timortelecom.tl.
Према whois сервису сајта www.nic.tl, google.tl је активан, али Гуглови нејмсервери нису тренутно подешени за google.tl.

## Датиране IANA информације
Према IANA сајту, међутим, .tl је тренутно недодељен, где је .tp и даље листиран за Источни Тимор. (Ханана Гусмао, тренутни председник државе, је и даље листиран као административни контакт.)